# Robin Detje

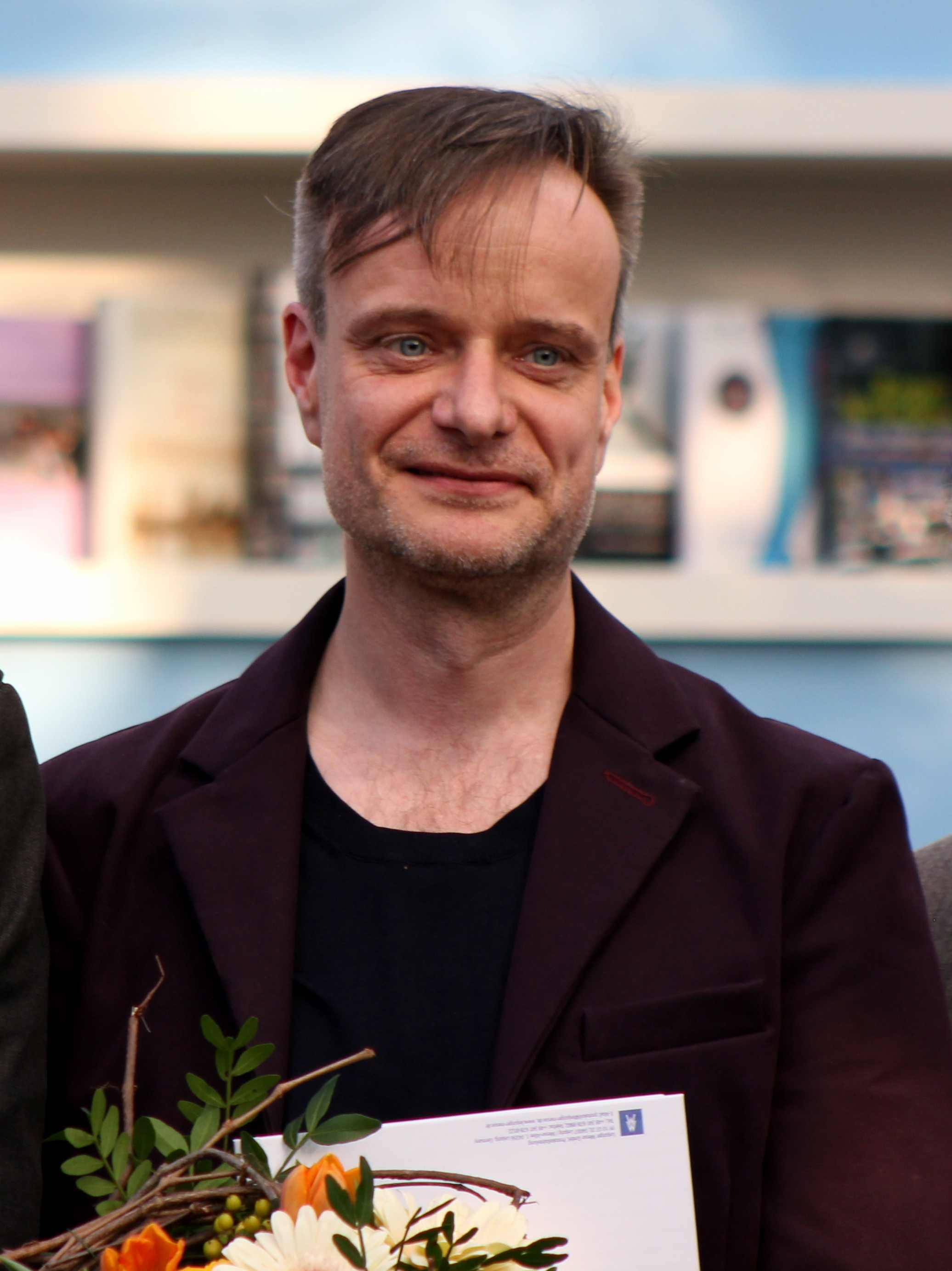
Robin Detje, 2014

Robin Detje (* 1964 in Lübeck) ist ein deutscher Autor, Übersetzer und Regisseur. Er lebt in Berlin.

## Leben
Nach Schauspielausbildung und Theaterarbeit war Detje zunächst freier Mitarbeiter für Die Zeit, später Redakteur und Ressortchef für Literatur bei der Zeit und der Berliner Zeitung. Detje schrieb u. a. für die Süddeutsche Zeitung, Theater heute, Literaturen, Merian, den Stern, die taz, den Merkur u. a. Als Übersetzer hat er u. a. Stücke von Mark Ravenhill und Neil LaBute ins Deutsche übertragen, als Regisseur drei Stücke am Theater Combinale in Lübeck inszeniert, darunter Babettes Fest nach Karen Blixen und Gänsebraten nach Thomas Kapielski. 2002 erschien sein Buch Castorf – Provokation aus Prinzip (Henschel Verlag, Berlin) über den Intendanten der Berliner Volksbühne, Frank Castorf.
Seine Erfahrungen im Journalismus fasste er medienkritisch in dem Zeitschriftenprojekt Abstand zusammen, das an der Finanzierung scheiterte. Seither arbeitet er als Übersetzer, u. a. von Kiran Desai, Gary Shteyngart, Will Self, Shalom Auslander, Denis Johnson (mit Bettina Abarbanell), Joshua Cohen und William T. Vollmann.
2008 gründete er mit der italienischen Schauspielerin Elisa Duca in Berlin die Künstlergruppe bösediva.
Für seine Übersetzung des Romans Europe Central von William T. Vollmann aus dem Englischen gewann er 2014 den Preis der Leipziger Buchmesse in der Kategorie „Übersetzung“. Für die anderthalbjährige Arbeit an dem umfangreichen Roman bekam er vom Suhrkamp Verlag eine recherchierende Assistentin zugestanden. 2017 wurde Detje „für seine literarischen Übersetzungen aus dem Englischen“ mit dem Heinrich Maria Ledig-Rowohlt-Preis ausgezeichnet.

## Belege
1. ↑  Nusschale der Menschheit, Frankfurter Rundschau vom 14. März 2014, abgerufen am 18. März 2014

| Personendaten    | Personendaten                  |
| ---------------- | ------------------------------ |
| NAME             | Detje, Robin                   |
| KURZBESCHREIBUNG | deutscher Autor und Übersetzer |
| GEBURTSDATUM     | 1964                           |
| GEBURTSORT       | Lübeck                         |